# Tres en uno (tauromaquia)
En tauromaquia, el “tres en uno” es una suerte que se realiza con la muleta.

## Concepto
Dentro de las suertes del toreo que se realizan durante la faena, nos encontramos con el muletazo denominado “tres en uno”. Se compone de tres muletazos que se realizan lo más ligados posibles para que haya unidad. Se inicia con un trincherazo, para continuar con el pase de las flores y cerrar la serie con un pase de pecho.

## Origen
La creación es atribuida a Julio Aparicio Martínez un torero clásico, ortodoxo y sobrio que destacó por el dominio de todas las suertes, Fue uno de los grandes del siglo XX, tomó la alternativa un 12 de octubre en la plaza de toros de Valencia y se retiró de los ruedos un 24 de agosto de 1969.

## Intérpretes
Uno de los diestros que mejor interpreta esta suerte es el valenciano Enrique Ponce, que lo ejecuta con gran pureza obteniendo un resultado muy plástico. Lo utiliza como recurso a la hora de dar variación en el desarrollo de una faena.
Para el recuerdo queda la tarde del 19 de junio de 2016 en Istres (Francia). Una tarde en la que el matador de toros valenciano actuó vestido de esmoquin y dio un recital en el cuarto toro de la tarde, en cuanto a creación artística se refiere. Desde el tres en uno a un molinete y un farol, encadenando poncinas, roblesinas, así como circulares y cambios de mano interminables.